# Dálnice A10 (Rakousko)
Dálnice A10 (německy Autobahn A10 nebo Tauern Autobahn, Taurská dálnice) je 194 kilometrů (včetně přivaděčů) dlouhá rakouská dálnice. Začíná na křižovatce s dálnicí A1 u Salcburku a vede jižní až jihovýchodním směrem přes Vysoké Taury do Villachu, kde končí na křižovatce s dálnicemi A2 a A11. Protože dálnice A10 prochází alpským masívem, na její trase se nachází množství tunelů, včetně Taurského nebo Katschberského. V celé délce je po ní vedená páteřní evropská silnice E55 a v jižní části také silnice E66.

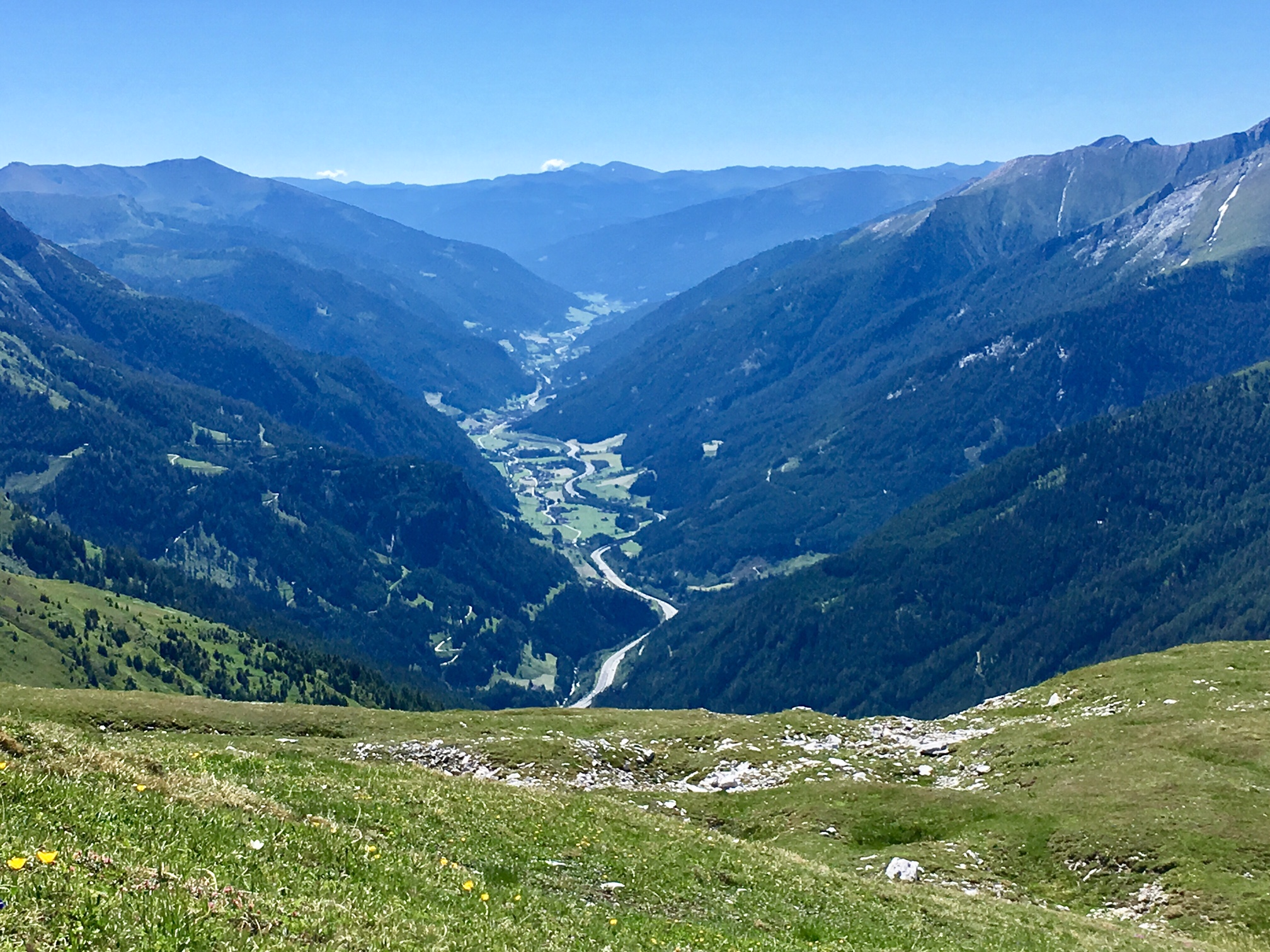
Taurská dálnice u Salcburku

Trasa dálnice A10 byla naplánována již před druhou světovou válkou. První práce byly zahájeny v roce 1939 u Salcburku a u Spittalu an der Drau, ty však byly kvůli válečným událostem v roce 1942 přerušeny. Teprve v roce 1958 byl kvůli sílícímu provozu projekt obnoven a začalo se s detailním trasováním. Samotná výstavba (nikoliv v zcela přesné trase jako předválečná dálnice) byla zahájena začátkem roku 1971 na nejobtížnějších úsecích přes Nízké Taury (s 6,5 km dlouhým Taurským tunelem) a u Katschbergu (5,9 km dlouhý Katschberský tunel). V roce 1974 byl uveden do provozu celý severní úsek dálnice s Katschberským tunelem. Výstavba pokračovala dál a do roku 1983 byla dálnice prodloužena až do Villachu. V letech 2006–2010 proběhla výstavba druhého tubusu Taurského tunelu, po jehož dokončení byl na rok uzavřen původní tubus, který byl zmodernizován. Oba jednosměrné tubusy jsou v provozu od 1. července 2011, realizaci toho druhého uspíšila událost z roku 1999, kdy v tunelu havaroval kamion, přičemž při následném požáru zemřelo 12 lidí.

## Dálniční křižovatky
- Salcburk (km 0) – dálnice A1 (E52, E55, E60)
- Spittal an der Drau-Millstätter See (km 139) – dálniční přivaděč A10 (E66)
- Villach (km 182) – dálnice A2 (E55, E66) a dálnice A11 (E61)